# 馬蒂伊夫卡 (羅夫諾州)
50°44′46″N 26°45′23″E / 50.74611°N 26.75639°E
馬蒂伊夫卡（羅馬化：Matiivka）是烏克蘭西部里夫內州里夫內區霍夏市鎮的村莊。該村始建於1570年，面積0.684平方公里，海拔高度208米，2001年人口135，人口密度每平方公里197.37人。